# Vils (Mors)
 For alternative betydninger, se Vils. (Se også artikler, som begynder med Vils)
Vils er en landsby på det sydlige Mors i Limfjorden med 446 indbyggere  (2024), beliggende seks kilometer øst for Redsted og ni kilometer vest for Nykøbing.
Byen ligger i Region Nordjylland og hører til Morsø Kommune. Vils er beliggende i Vejerslev Sogn.